# Loxura deinostratus
Loxura deinostratus är en fjärilsart som beskrevs av Hans Fruhstorfer 1912. Loxura deinostratus ingår i släktet Loxura och familjen juvelvingar. Inga underarter finns listade i Catalogue of Life.